# 中津市総合体育館
中津市総合体育館（なかつしそうごうたいいくかん）は、大分県中津市にある体育館。愛称ダイハツ九州アリーナ。

## 概要
- 所在地 - 大分県中津市大字大貞377-1
- 延床面積 - 5,978.93m2
- アリーナ面積 - 2,780m2
- 収容人数 - 約1,700席

## 備考
大貞総合運動公園内に所在する。
2008年に開かれたチャレンジ!おおいた国体の女子バスケットボール及び空手道競技会場として同年7月13日オープン。中津市に本社を置くダイハツ九州と命名権契約を結び、愛称を「ダイハツ九州アリーナ」とした。
現在はバレーボール、プロボクシングなどの試合で使用されている。また過去にはプレミアリーグ・大分三好ヴァイセアドラーやbjリーグ・大分ヒートデビルズ（現：愛媛オレンジバイキングス）の公式戦も開催されていた。
施設内の飲食については、アリーナ内及びトレーニング室では水分補給のみとなっている。但し、大会等で使用する場合は、体育給食課の許可を得ればエントランス及び2階観覧席での飲食が認められている。